# حبیب‌الله بوربور
حبیب‌الله بوربور حسین‌بیگی (زادهٔ ۱۳۲۸) سرمایه‌دار و سیاست‌مدار ایرانی است. او  در حال حاضر دبیرکل جمعیت وفاداران انقلاب اسلامی  و رئیس فراکسیون اصولگرایان خانه‌ی احزاب  است. اکبر هاشمی رفسنجانی در مرداد ۱۳۷۶ نشان دولتی «درجه سوم خدمت» به بوربور اعطا کرد.
حبیب الله بور بور، همچنین رئیس مجمع خیرین کشور و عضو شورای ائتلاف نیروهای انقلاب اسلامی است.

## زندگی
اطلاعات زیادی از زندگی پیش از انقلاب او در دسترس نیست جز این که او پیش از انقلاب کارمند وزارت آموزش و پرورش بوده است.  او در خاطرات خود ادعا کرده است که پیش از انقلاب عضو گروه مبارز «مسلمان شمس» بوده است اما هیچ اطلاعاتی از این گروه در هیچ جا موجود نیست.  در بهمن ماه ۱۳۵۷ او یکی از جوانانی بود که در کمیته استقبال از امام کار می‌کرد. پس از پیروزی انقلاب به کمیته ‌انقلاب اسلامی و سپس به سپاه پاسداران انقلاب اسلامی پیوست و مدتی فرماندهی پادگان امام علی را که مادر مراکز آموزشی سپاه است بر عهده داشت. او همچنین به مشارکت‌اش در عملیات سرکوب خیزش شهر پاوه در سال‌های آغازین انقلاب اشاره کرده است. او از آن پس سمت‌های مختلفی را در سازمان‌ها، نهادها، و بنیادها از جمله جهاد سازندگی،‌ وزارت کشاورزی، ‌دادسرای انقلاب، سازمان اتکا‌ی ارتش، بنیاد علوی، بنیاد شهید، ‌وزارت کشور ، بانک ملت ، وزارت دادگستری ، و سازمان حفاظت محیط زیست  به عهده گرفته است. 
در سال ۱۳۹۹ بوربور با پدر زن میثم خامنه‌ای، محمود لولاچیان، «خیریه‌ی رحمت واسعه» را تاسیس کرد. او از بنیانگذاران «جامعه‌ی خیرین حوزه‌های علمیه خواهران» و رییس هیئت مدیره‌ی آن است. بوربور از موسسان «انجمن مرکزی خیرین مسکن ساز ایران» نیز هست.
بوربور در شرکت‌های مختلف وابسته به بانک ملت سمت‌های مهمی داشته است از جمله: گروه مالی ملت، پی ریز بنیان مرصوص بهساز،‌ ساختمان و خدمات نوساز، و گروه مدیریت توسعه ساختمانی جام ملت.
در جریان انتخابات مجلس سال ۱۳۹۸ که حذف نام برخی چهره‌های محافظه کار مانند حمید رسایی از فهرست نامزدهای اصولگرایان انتقادهایی را در بر داشت مشخص شد داماد بوربور،‌ مجتبی رضاخواه، یکی از افرادی بود که به جای نام‌های شناخته شده در لیست ایران سربلند آمده است.